# Les Racines du ciel
 (juin 2024).
Si vous disposez d'ouvrages ou d'articles de référence ou si vous connaissez des sites web de qualité traitant du thème abordé ici, merci de compléter l'article en donnant les références utiles à sa vérifiabilité et en les liant à la section « Notes et références ».
Pour les articles homonymes, voir Les Racines du ciel (homonymie).
Les Racines du ciel est un roman de Romain Gary publié le 5 octobre 1956 aux éditions Gallimard. L'œuvre obtient le prix Goncourt la même année.

## Résumé
Au milieu du XXe siècle, le personnage principal, Morel, veut empêcher l'extermination des éléphants en Afrique. Dans le même temps, en Afrique-Équatoriale française (AEF), l'idée d'indépendance commence à se répandre ici et là.
L'histoire raconte la lutte de Morel, ses actions en faveur des éléphants, la traque dont il est l'objet de la part des autorités, et, en parallèle, les conflits d'intérêts entre les engagements des uns et des autres : pour les éléphants, pour l'indépendance, pour la puissance coloniale, pour la sauvegarde des traditions, pour la marche en avant de l'homme vers la modernité, pour l'intérêt à court terme, pour l'honneur de l'Homme…

## Thème
L'idée centrale défendue par Gary est la protection de la nature (« et cette tâche est si immense, dans toutes ses implications », écrit l'auteur dans sa courte préface). Mais, par ce biais, il expose aussi la protection d'une « certaine idée de l'homme » que Morel, Minna, Schölscher et d'autres illustrent tout au long du roman. « Il ne faut pas choisir ce qu’on défend : la nature ou l’humanité, les hommes ou les chiens. Non, il fallait s'attaquer au fond du problème : la protection du droit d’exister. On commence par dire, mettons, que les éléphants c'est trop gros, trop encombrant, qu'ils renversent les poteaux électriques, piétinent les récoltes, qu'ils sont un anachronisme, et puis on finit par dire la même chose de la liberté. La liberté et l'homme deviennent encombrants à la longue... voilà comment je m'y suis mis. (...) Il est temps de nous rassurer sur nous-mêmes en montrant que nous sommes capables de préserver cette liberté géante, maladroite et magnifique, qui vit encore à nos cotés. (p 222) » Les Racines du ciel évoque aussi les parcours des différents personnages qui ont conduit chacun à se retrouver là, dans la condition où chacun se trouve. Et derrière le personnage de Morel, en particulier un archétype qui incarne l'espoir et la défense de la fragilité  du vivant face aux puissances destructrices de l’humain. « Morel, c'était un gars qui avait confiance en nous, d'une manière totale et inébranlable, et c'était quelque chose d'aussi élémentaire, d'aussi irraisonné que la mer, ou le vent - quelque chose, ma foi, qui finissait par ressembler comme deux gouttes d'eau à la force même de la vérité. Je dus vraiment faire un effort pour me défendre - pour ne pas succomber sous cette étonnante naïveté. Il croyait vraiment que les gens avaient encore assez de générosité, par les temps que nous vivons, pour s'occuper non seulement d'eux-mêmes, mais encore des éléphants. » Le roman est à plusieurs voix : le narrateur, bien sûr, mais aussi les témoignages des uns et des autres, le tout dans une mise en forme où ces voix s'entrecroisent pour faire un récit à fort relief.

## Titre
L'expression "les racines du ciel" est utilisée dans le roman par le naturaliste danois Peer Qvist. « L'islam appelle cela "les racines du ciel", pour les indiens du Mexique, c'est "l'arbre de vie", qui les pousse les uns et les autres à tomber à genoux et à lever les yeux en se frappant la poitrine dans leur tourment. (...) Les racines étaient innombrables et infinies dans leur variété et leur beauté et quelques-unes étaient profondément enfoncées dans l'âme humaine - une aspiration incessante et tourmentée orientée en haut et en avant - un besoin d'infini, une soif, un pressentiment d'ailleurs, une attente illimitée. »

## Personnages
Le roman met en scène de nombreux personnages, aux personnalités riches.
- Morel est le personnage principal, qui se donne tout entier dans la lutte contre la chasse aux éléphants. Il lance d'abord une pétition, puis il prend la brousse et se livre à des coups de main spectaculaires contre les chasseurs. Morel, considéré comme un « rogue » (fou) par certains, est en fait un homme lucide. Son combat trouve une forte notoriété dans le monde entier et il attire la sympathie de ceux qui sont chargés de le capturer. En luttant en faveur de la préservation des éléphants, il lutte plus largement pour la nature, la vie, et finalement l'honneur de l'humanité malgré son apparente misanthropie. La foi de Morel en son combat, et en son étoile, est totale. De son histoire passée, et notamment de sa période de camp de travail en Allemagne pendant la guerre, il a gardé une force d'âme et de caractère à toute épreuve. On n'apprendra qu'à la fin en quoi sa lutte ancienne pour la défense des hannetons, qui est évoquée au cours du roman, est plus difficile que celle en faveur de la sauvegarde des éléphants...
- Minna est une femme allemande, originaire de Berlin. Orpheline, son oncle l'avait entrainée dans la prostitution. Puis, après la chute du Reich, elle était tombée amoureuse d'un officier russe, qui fut fusillé. Quittant l'Allemagne, elle se retrouve serveuse dans un "Café - Bar - Dancing" à Fort-Lamy (Tchad). Elle est l'une des rares personnes à signer la pétition de Morel, et le rejoint dans sa lutte. Elle est, finalement, la seule à comprendre réellement l'aventurier. Elle ajoute un motif personnel à sa participation : celui qu'une Allemande soit aux côtés de Morel, pour témoigner que tous les Allemands ne sont pas mauvais (l'action se situe juste après la Seconde guerre mondiale). Minna est le second personnage principal du roman. Elle reste en compagnie de Morel jusqu'à la limite de ses forces.
- Forsythe est un ancien major américain, qui a combattu durant la Guerre de Corée. Comme il a révélé à la radio coréenne que les Américains avaient employé des armes bactériologiques, il s'est retrouvé au ban de la société américaine. Libéré par les Coréens, il s'installe au Tchad. Il devient un compagnon de route de Morel. Comme la lutte de ce dernier a un fort écho aux États-Unis (elle est couverte sur place par des journalistes), Forsythe redevient un héros aux yeux de ses concitoyens.
- Waïtari est un homme africain, député français à l'Assemblée nationale, dont il démissionne pour entreprendre une lutte indépendantiste à laquelle il rallie peu de monde. Il a fait ses études secondaires et universitaires en France où il a d'ailleurs sa famille. Il essaye de se servir de Morel, en cherchant à faire passer le combat du Français comme un mode d'expression de la cause panafricaine et indépendantiste. Mais il est indépendantiste dans une région du monde où les habitants ne cherchent pas l'indépendance et ignorent totalement le concept du "droit des peuples à disposer d'eux-mêmes". Waïtari est un personnage à la fois courageux, calculateur, pathétique et flamboyant.
- Fields est un photographe parti faire un reportage photo sur la sécheresse, en avion. Il s'écrase et est recueilli par Morel et son groupe ; il reste avec eux et réalise un reportage inédit. Il dit être un parfait cynique et ne s'intéresser qu'au parti qu'il peut tirer de ses photos. Mais il devient progressivement sensible au personnage de Morel. Fields, qui n'apparaît qu'au troisième tiers du roman, devient pour le lecteur un témoin important de l'épopée de Morel.
- Schölscher est un officier méhariste, notamment chargé de traquer Morel. Amoureux de l'Afrique, il ne peut s'empêcher d'admirer Morel, plus ou moins secrètement. Il finit par arrêter Waïtari à l'issue d'un massacre de dizaines d'éléphants perpétré par l'ancien député et sa petite troupe afin de financer sa lutte (grâce à la vente de l'ivoire). Cela lui permet surtout de tordre le cou définitivement à l'amalgame entre sa lutte indépendantiste et le combat de Morel (amalgame qu'il a favorisé, mais qui a fini par le gêner). Schölscher est un des liants de l'aventure.
- Saint-Denis, un administrateur colonial épris des coutumes de ses administrés. Véritable personnage antimoderne, il s'efforce de préserver les modes de vie des tribus de sa juridiction. Il va jusqu'à épouser les croyances des tribus, négociant sa réincarnation en arbre avec son ami et sorcier Dwala. Son rapport à Morel est ambigu : il tentera de le raisonner, mais laissera dans le même temps Minna le rejoindre avec Forsythe pour lui apporter des vivres et des munitions.
- Peer Qvist est un naturaliste danois, il est passionné par les animaux et leur protection. Il se rend célèbre notamment par sa lutte en faveur des baleines. Ses méthodes sont parfois expéditives. Malgré son âge avancé, il suit Morel en brousse.
- Le peuple Oulé, sur le territoire duquel se déroule la plus grande partie de l'action, est un peuple de chasseurs d'éléphants (à des fins alimentaires et pour satisfaire aux exigences du passage rituel des adolescents à l'âge adulte). Les Oulés ne comprennent pas le combat de Morel, mais ils le nomment "Ubaba Giva", "l'ancêtre des éléphants". À défaut de le protéger activement, ils ne feront rien pour permettre aux autorités de le capturer.
- Youssef est un jeune homme africain qui accompagne Morel. En réalité, Waïtari lui a demandé d'abattre le Français si celui-ci se fait arrêter. Il ne faudrait pas qu'il y ait procès et que Morel réaffirme les buts non politiques de son combat. Sa mort, au contraire, permettrait d'en faire un héros de l'indépendance. Après une année avec Morel, Youssef, en proie à un profond cas de conscience, renonce à sa mission. Alors il apprend par Morel que celui-ci avait compris depuis longtemps.
- Habib est un ancien marin, et il est le propriétaire du "Café - Bar - Dancing" de Fort-Lamy. Il est aussi trafiquant d'armes. Lorsqu'il est découvert, il s'enfuit avec Morel dans la brousse. Puis il rejoint Waïtari, par intérêt. Personnage relativement secondaire mais présent presque de bout en bout.

Quelques personnages plus secondaires : le gouverneur, un représentant de l'État français dans la région où Morel agit ; Idriss, un pisteur africain fidèle à Morel ; le père Tassin, un prêtre jésuite et paléontologue (personnage inspiré du père Teilhard de Chardin) ; Haas, un Néerlandais spécialiste de la capture des éléphanteaux ; Orsini, un chasseur d'éléphants ; de Vries, l'associé de Habib ; le père Fargue, un prêtre peu conventionnel et médecin ; Dwala, un sorcier et vieil ami de Saint-Denis à qui celui-ci achète la promesse qu'après sa mort il le fera renaître sous la forme d'un arbre.

## Éditions
- Les Racines du ciel, Paris, Gallimard, 1956, 443 p. (OCLC 301222192, BNF 32147376)  —  (ISBN 2-07-036242-6) pour des éditions ultérieures chez Folio.
- (de) Die Wurzeln des Himmels (trad. Lilly von Sauter), Munich & Zurich, Piper, 1957 (ISBN 978-1125696187).
- (en) The Roots of Heaven (trad. Jonathan Griffin), Simon & Schuster, 1958 (ISBN 999741103X).
- (vi) Rễ trời (trad. Cao Viêt Dung), Nha Nam, 2019.

## Adaptations
Les Racines du ciel est adapté au cinéma par John Huston en 1958 sous un titre éponyme.
Les Racines du ciel est adapté en comédie musicale en 2010 sous le nom Ubaba-Giva.